# 諫早市立みはる台小学校
諫早市立みはる台小学校（いさはやしりつ みはるだいしょうがっこう）とは、長崎県諫早市平山町にある公立小学校。

## 概要
歴史
1981年（昭和56年）に諫早市立土師野尾小学校の全校区と諫早市立小栗小学校の栗面（くれも）地区を校区として新設された小学校。2016年（平成28年）に創立35周年を迎えた。
学校教育目標
「心身共に健やかで創造力・実践力に富む児童の育成」
校章
みはる（Miharu）のローマ字表記の頭文字「M」の形をした3つの花弁と3つのがくを組み合わせたものを背景にして、中央に校名の「台小」の文字（縦書き）を置いている。
校歌
1982年（昭和57年）3月に制定。作詞は早田修三、作曲は山野誠之による。歌詞は3番まであり、各番に校名の「みはる台小学校」が登場する。
校区
住所表記で「諫早市」の後に「平山町、土師野尾町、栗面町、小船越（おぶなこし）町（一部）」が続く地域。中学校区は諫早市立諫早中学校。

## 沿革
旧・土師野尾小学校（はじのお）
- 1877年（明治10年）12月 - 栗面村に「土師野尾小学校」が開校（表記は「土師ノ尾」とも）。
- 1880年（明治13年）4月 - 統合により「公立上等諫早小学校 土師野尾分校」となる。
- 1886年（明治19年）8月 - 小学校令の施行により、簡易科（修業年限3年）を設置の上、「簡易土師野尾小学校」として独立。
- 1889年（明治22年）4月1日 - 町村制の施行により、小栗村立の小学校となる（小川村と栗面村が合併し、小栗村となる）。
- 1892年（明治25年）11月 - 小学校令の改正により、尋常科（修業年限4年）を設置の上、「土師野尾尋常小学校」に改称。
- 1893年（明治26年）12月 - 校舎を移転。
- 1907年（明治40年）9月 - 移転。
- 1908年（明治41年）4月 - 小学校令の改正により、義務教育年限（尋常科の修業年限）が4年から6年に延長されたため、尋常科5年を新設。
- 1909年（明治42年）4月 - 尋常科6年を新設。
- 1937年（昭和12年）9月 - 校舎を移転。
- 1940年（昭和15年）9月1日 - 諫早市の発足[3]に伴い、諫早市立の小学校となる。
- 1941年（昭和16年）4月1日 - 国民学校令の施行により、「諫早市土師野尾国民学校」に改称。尋常科を初等科に改める（初等科6年）。
- 1947年（昭和22年）4月1日 - 学制改革（六・三制の実施）により「諫早市立土師野尾小学校」となる。2教室を増設。
- 1964年（昭和39年）10月 - 完全給食を開始。
- 1977年（昭和52年）12月 - 創立100周年記念式典を挙行。
- 1981年（昭和56年）3月31日 - 諫早市立みはる台小学校の新設に伴い閉校。104年の歴史に幕を閉じる。
  - 最終所在地 - 諫早市土師野尾町841番1号（現・ソニー長崎若竹寮、北緯32度49分6.4秒 東経130度1分57.9秒）
  - 校章 - 校名の「土小」（縦書き）を図案化したもの。
  - 校歌 - 4番まであり、各番の最後に校名の「土師野尾小学校」が登場した。

みはる台小学校
- 1981年（昭和56年）
  - 3月 - 校舎が完成。
  - 4月1日 - 「諫早市立みはる台小学校」（現校名）が開校。
    - 旧・諫早市立土師野尾小学校の全児童を収容。諫早市立小栗小学校から栗面町の児童103名が転入。
    - 校章・校旗を制定。

  - 7月 - プールが完成。
- 1982年（昭和57年）3月 - 校歌を制定。
- 1985年（昭和60年）1月 - 普通教室を増築。
- 1989年（平成元年）10月 - 夜間照明を設置。
- 1990年（平成2年）10月 - 諫早市市制50周年を記念してタイムカプセルを埋設。
- 1997年（平成9年）10月 - コンピュータを設置。
- 2003年（平成15年）4月1日 - 特別支援学級（なかよし学級）を設置。
- 2005年（平成17年）12月 - 国土交通省国土地理院により、A棟屋上に水準点が設置される。
- 2007年（平成19年）
  - 8月 - 多目的室を新設。
  - 9月 - 学校給食の方式が自校調理方式から学校給食センターからの配送方式に変更となる。
- 2012年（平成24年）
  - 4月 - 旧・土師野尾小学校跡地から頌徳碑・二宮尊徳像・顕彰碑を移設。
  - 10月 - 体育館の耐震工事が完了。

## アクセス
最寄りのバス停
- 長崎県営バス「公民館前」バス停

最寄りの幹線道路
- 国道57号（島原街道）「諫早警察署前」交差点

## 周辺
- かんこう自動車学校
- JA長崎県央本店総務部、南部農機センター

## 著名な出身者
- 山本康夫（歌人、短歌結社「真樹」主宰） - 土師野尾尋常高等小学校
- 内村航平（体操選手、ロンドン五輪金メダリスト）

## 参考資料
- 「北高来郡誌」全（1974年（昭和49年）6月20日発行）- 土師野尾小学校の歴史

## 関連事項
- 長崎県小学校一覧